# Taber Schroeder
Taber Schroeder är en amerikansk modell och skådespelare.
Schroeder är gift med Mini Andén sedan 2001.